# 長田桃蔵

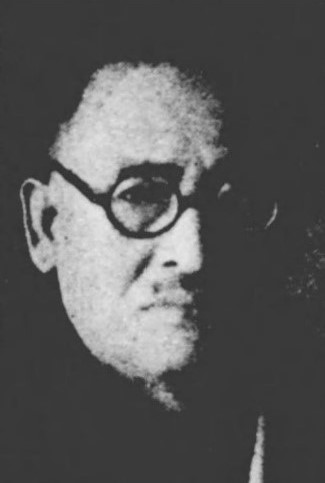
長田桃蔵

長田 桃蔵（おさだ とうぞう、1870年9月8日（明治3年8月13日）- 1943年（昭和18年）7月18日）は、日本の政治家。衆議院議員、淀町長、京都競馬倶楽部理事、大林組副支配人。旧姓・梅村。

## 来歴・人物
丹後国与謝郡宮津（現京都府宮津市）で旧宮津藩儒家梅村踈影の三男として生まれ、梅村が助教をしていた天橋義塾で学ぶ。1891年（明治24年）11月、長田忠恕の養子（娘婿）となる。
日本法律学校で学び、1894年（明治27年）同校を卒業。淀町長、秋田物産社長、六甲土地取締役、北鮮産業取締役、奈良電気鉄道専務のほか、国有財産調査委員、京都競馬倶楽部理事長などを務める。
京都府農会長、帝国農会議員、京都府畜産組合総合会会長等を経て、1917年（大正6年）4月、第13回衆議院議員総選挙で京都府郡部より衆議院議員に当選。その後、第14回、第15回、第18回総選挙でも当選し、衆議院議員を通算4期を務めた。
奈良電気鉄道の設立の中心人物で、設立後は専務取締役として同社を経営する。その後五私鉄疑獄で横領容疑で逮捕され、裁判で有罪判決を受ける。晩年は淀で生糸機械研究所を経営。

## 親族
娘の多喜子が谷川徹三に嫁いだため、谷川俊太郎の母方の祖父にあたる。
父親の梅村踈影は、天保4年(1833年)生まれの宮津藩士で同地で私塾を開いていたと言われ、1877年ころには天橋義塾（小室信介らを中心とした1875年創設の士族結社）の助教を務めていた。「民権をどなり散し国会を騒ぎちらし彼方此方を飛廻り口過をし」ていたが、1881年ころにキリスト教（ロシア正教）に入信し、天橋義塾幹部では最初のキリスト教徒となった。